# Sembawang Rangers FC
O Sembawang Rangers FC foi um clube de futebol com sede no bairro de Yishun, em Singapura. A equipe competiu na S.League

## História
O clube foi fundado em 1996 e foi dissolvido em 2003. Foi um clube inaugural da S.League sendo 6º colocado em 1996, o seu apelido era de garanhões.